# Hideki Kamiya
Pour les articles homonymes, voir Kamiya.
Hideki Kamiya (神谷 英樹, Kamiya Hideki, né le 19 décembre 1970), est un créateur de jeu vidéo japonais.
Entré chez Capcom en 1994, il effectue un travail de premier plan sur la création et le développement des licences Resident Evil, Devil May Cry, Viewtiful Joe et Ōkami. En 2006, il quitte l'entreprise pour prendre part à la création d'une nouvelle société par le producteur Atsushi Inaba qui deviendra PlatinumGames. Il y dirige la création du beat them all Bayonetta en 2009.

## Carrière
Hideki Kamiya nait le 19 décembre 1970 dans la préfecture de Nagano au Japon. Après son diplôme universitaire, il postule chez plusieurs développeurs de jeu vidéo. Il n'est pas accepté chez Sega. On lui propose un poste chez Namco en tant qu'artiste, mais il préfère être game designer. Il est finalement embauché à ce poste chez Capcom en 1994.
Il est intégré à un nouveau projet dirigé par Shinji Mikami et produit par	Masayuki Akahori. Il s'agit du survival horror Resident Evil. Kamiya est affecté au game design et au placement des caméras, qui ont été considérés comme très audacieuses par les commentateurs de l'époque. La direction de Mikami fait forte impression sur lui, sa manière de faire l'influence beaucoup. Le jeu est un très gros succès pour une nouvelle licence et lance ce qui sera, au fil des années, la plus grosse franchise de l'éditeur Capcom. Après cela, Mikami est promu producteur et laisse sa place de directeur à Kamiya pour créer Resident Evil 2. Mais dans un premier temps, son projet est controversé ; malgré d'importants désaccords avec Mikami, Kamiya suit son idée. Après de nombreux mois de développement cependant, le projet est stoppé. Aujourd'hui surnommé Resident Evil 1.5, le projet ne sera jamais édité. Kamiya regrettera plus tard d'avoir fait de grosses erreurs, le jeu était selon lui « trop mauvais pour faire partie de la marque Resident Evil ». Malgré cet échec, Mikami, lui fait confiance pour monter un nouveau projet. Resident Evil 2 sort alors en janvier 1998 et reçoit un très bon accueil : avec plus de 4,9 millions d'unités vendues au total, Resident Evil 2 reste aujourd'hui la deuxième plus grosse vente de l'histoire de Capcom.
Grand amateur de jeux d'action, il travaille ensuite sur un nouveau projet plus orienté vers l'action et qui devait être à l'origine Resident Evil 3, mais Mikami confie cet épisode à un autre directeur. Sous la production de Hiroyuki Kobayashi, le projet est alors porté sur la console de nouvelle génération PlayStation 2 et pressenti pour être le futur Resident Evil 4 mais est finalement transformé en la nouvelle licence Devil May Cry au vu de son originalité. Cette fois encore, c'est un grand succès. Le jeu s'écoule à 2,4 millions d'exemplaires et initie une franchise majeure pour Capcom.
En 2002-2003, il dirige la création de Viewtiful Joe avec le producteur Atsushi Inaba. Il s'agit d'un beat them all à défilement basé sur le contrôle du temps et inspiré de l'univers des super-héros de comics américain. Après P.N.03 de Mikami, Viewtiful Joe est le deuxième jeu de l'ensemble Capcom Five, développé (initialement) exclusivement pour le GameCube de Nintendo. Kamiya prend en charge le scénario des suites du jeu les années suivantes.
En juillet 2004, il intègre le nouveau studio Clover Studio créé par Capcom et dirigé par Inaba. Il développe alors un jeu d'action-aventure inspiré de la mythologie japonaise : Ōkami. Le jeu reçoit d'excellentes critiques mais connait des ventes moyennes.
En juillet 2006, Kamiya décide de quitter Capcom pour prendre part à la création d'un nouveau studio avec Atsushi Inaba. Seeds Inc. est alors fondé en août avec Inaba à sa tête,. En octobre 2007, Seeds Inc. fusionne avec Odd Inc. et prend le nom de Platinum Games. Kamiya dirige alors la création du beat them all Bayonetta avec le producteur Yusuke Hashimoto. Le 12 octobre 2023, alors qu'il en était le vice-président et le cofondateur, Hideki Kamiya quitte le studio PlatinumGames.

## Travaux
- 1996 : Nazo Makaimura: Incredible Toons, planificateur[2]
- 1996 : Resident Evil, system plan / camera works[7]
- 1998 : Resident Evil 2, directeur[8]
- 2001 : Devil May Cry, directeur[9]
- 2003 : Resident Evil Zero, idée originale[10]
- 2003 : Viewtiful Joe, directeur, voix[11]
- 2004 : Viewtiful Joe 2, scénariste[12]
- 2004 : Gyakuten Saiban 3 (connu en Occident sous le nom de Phoenix Wright: Ace Attorney - Trials and Tribulations), voix[13]
- 2005 : Viewtiful Joe: Double Trouble!, superviseur, scénariste[14]
- 2006 : Ōkami, directeur[15]
- 2009 : Bayonetta, réalisateur
- 2013 : The Wonderful 101, réalisateur
- 2014 : Bayonetta 2, superviseur
- 2017 : Scalebound, directeur (projet annulé)
- 2019 : Astral Chain, producteur
- 2022 : Sol Cresta, réalisateur créatif/histoire
- 2022 : Bayonetta 3